# Kurt Kocherscheidt
Kurt Kocherscheidt (* 6. Juli 1943 in Klagenfurt, Österreich; † 13. November 1992 in Wels, Oberösterreich) war ein österreichischer Künstler. Er malte in Öl und schuf ab 1986 auch Holzskulpturen.

## Leben
Kurt Kocherscheidt wurde 1943 als Sohn von Friedrich Kocherscheidt und Elisabeth Mayer geboren.
Von 1953 bis 1961 besuchte er das Realgymnasium in Klagenfurt, wo er sich für Geografie und Zoologie, aber auch für Kunstgeschichte zu interessieren begann. 1961 bis 1965 studierte er an den Akademien der bildenden Künste in Wien und in Zagreb. 1966 schloss er eine Kurzehe mit der Architekturstudentin Angela Feuer.
Er gründete 1968 mit Wolfgang Herzig, Martha Jungwirth, Peter Pongratz, Franz Ringel und Robert Zeppel-Sperl die Gruppe Wirklichkeiten mit einer Gründungsausstellung in der Wiener Secession.
1969 bis 1971 lebte Kocherscheidt in London. Hier fing er an, seine Werke mit Kappa zu signieren, was er ab 1985 auf ein K reduzierte. 1973 heiratete er die Fotografin Elfie Semotan, mit der er zwei Söhne hat.
1981/82 wurde in Grieselstein bei Jennersdorf ein Bauernhof von ihm renoviert und ausgebaut.
1986 wurden seine Werke im Wiener Museum des 20. Jahrhunderts ausgestellt. Zwei seiner Werke wurden 1992 auf der DOCUMENTA IX in Kassel gezeigt. Im gleichen Jahr hatte er eine Einzelausstellung bei der Wiener Secession. Werke von ihm befinden sich im Essl Museum in Klosterneuburg.
Das Arp Museum Bahnhof Rolandseck zeigte von 2008 bis 2009 eine umfangreiche Werkschau seiner Bilder und Skulpturen, zusammen mit Fotografien des Künstlers und seiner Werkstatt von Elfie Semotan.

## Auszeichnungen
- 1988 Österreichischer Kunstpreis für Bildende Kunst

## Ausstellungen
- 1973 Morat-Institut, Freiburg im Breisgau
- 1986 Österreichisches Museum für angewandte Kunst, Wien
- 1988 Badischer Kunstverein, Karlsruhe
- 1988 Stedelijk Van Abbemuseum, Eindhoven
- 1991 Museum van Hendaagse Kunst, Antwerpen
- 1992 Wiener Secession
- 1994 Westfälischer Kunstverein, Münster
- 2003 Das fortlaufende Bild, MAK, Wien
- 2004 NEUE WILDE - Eine Entwicklung, Essl Museum - Kunst der Gegenwart, Klosterneuburg/Wien
- 2007 Österreich: 1900 – 2000. Konfrontationen und Kontinuitäten, Essl Museum - Kunst der Gegenwart, Klosterneuburg/Wien
- 2008 Arp Museum Bahnhof Rolandseck, Remagen
- 2008 Meisterwerke der Sammlung Essl, Essl Museum - Kunst der Gegenwart, Schömerhaus, Klosterneuburg/Wien
- 2013 Kurt Kocherscheidt. Im Fluß der Bilder: Malerei, Josef Albers Museum Quadrat, Bottrop
- 2017 Kurt Kocherscheidt, W&K - Wienerroither & Kohlbacher, Wien[2]